# パリ・ボーヴェ・ティレ空港
パリ・ボーヴェ・ティレ空港（フランス語: Aéroport de Paris-Beauvais-Tillé）は、フランス・オワーズ県のティレにある空港。パリから北方に約85キロ、ボーヴェの北北東3.5キロの地点にある。「パリ・ボーヴェ空港」や「ボーヴェ空港」と表記されることが多い。

## 概要
中型の旅客ジェット機が発着可能な設備を有している。地域住民との協定により、運用時間は午前7時から午後11時30分までとなっている。
元々は小規模の地域空港であったが、近年、ライアンエアーなどの格安航空会社によってパリとヨーロッパ各地を結ぶ目的の国際便が就航し、利用者数が増加している。2009年の利用者数は、年間約260万人。

## 就航会社と就航地
| 航空会社           | 就航地 |
| ------------------ | --- |
| モルドバ航空       | キシナウ |
| ブルー・エアー     | ブカレスト、バカウ、コンスタンツァ |
| ジェットエアフライ | カサブランカ、 ラバト |
| ライアンエアー     | アルゲーロ、 ベルガモ、 ベジエ、 ボローニャ、 ダブリン、フェズ、クラクフ、リスボン、マラケシュ、ナドール、ウジダ、ペスカーラ、ピサ、ラバト、サンタンデール、シャノン、タンジェ、トレヴィーゾ、バレンシア、ヴィリニュス |
| ウィズエアー       | ベオグラード、 ブカレスト、 クルジュ＝ナポカ、リガ、スコピエ、ソフィア etc. |

## 空港アクセス
ボーヴェの中心街及び鉄道駅へのバスが、1日8本運行されている。
多くの利用者は、パリ17区の パレ・デ・コングレ・ド・パリ（メトロ1号線ポルト・マイヨ駅が最寄りで、エトワール凱旋門から西に約1キロ）に発着する定期バス便を利用しており、所要時間は75分である。また、ディズニーランド・パリへの送迎バスもある。